# UAE Team Emirates-XRG
UAE Team Emirates-XRG is een UCI World Tour-wielerploeg, gesponsord door een sjeik uit de Verenigde Arabische Emiraten en Emirates. Tot 2016 was de ploeg in Italiaanse handen.

## Lampre
Periode 1
Lampre was vanaf 1991 actief in de wielersport. Eerst als cosponsor van de formatie Colnago-Lampre, dat een voortzetting was van de inmiddels Diana-Colnago geheten wielerploeg die in 1980 was opgericht als Malvor Sidi. Giuseppe Saronni, die tot 2016 algemeen manager was bij de Lampre-ploeg, sloot bij Diana-Colnago zijn wielerloopbaan af en kreeg de leiding. Het jaar erop werd het hoofdsponsorschap op zich genomen en het team ging verder als Lampre-Colnago. In 1993 werd Polti de cosponsor. Polti werd in 1994 zelf hoofdsponsor van een andere wielerploeg, die een voortzetting was van de Gatoradeploeg. In Panaria werd een nieuwe cosponsor gevonden. Na het seizoen 1995 stapte Lampre uit de wielersport en ging de ploeg nog een jaar verder onder de naam Panaria-Vinavil. Het  grootste gedeelte van het team (renners en staf) kwam terecht bij Mapei. (Panaria nam in 2000 opnieuw het hoofdsponsorschap op zich van de Navigare-Gaerne-formatie dat verder ging als Panaria-Fiordo.)
Periode 2
In 1999 keerde Lampre terug als hoofdsponsor van een wielerploeg met Daikin als cosponsor en Giuseppe Saronni aan het hoofd. Voor het seizoen 2005 fuseerde het team met Saeco en ging verder als Lampre-Caffita. De ploeg van 2005 bestond voor het merendeel uit renners van Saeco, waar zestien renners vandaan kwamen, tegenover zeven van Lampre. Van 2006-2012 kende Lampre verschillende cosponsors, Merida was van 2013 tot 2016 de laatste. Van 2005-2010 gold het team als een UCI ProTour team, van 2011-2016 als een van de UCI World Tour-teams. Sinds 2005 had het in Cannondale (2005), Wilier Triestina (2006-2012) en Merida (2013-2016) zijn fietssponsor.

## UAE Team Emirates
Vanaf 2017 wordt de ploeg gesponsord door een sjeik uit de Verenigde Arabische Emiraten, en komt ook uit op licentie namens dit land, en Emirates. De ploeg wordt begeleid door het CGS Cycling Team AG dat is gevestigd in Lugano, Zwitserland. Vanaf 2018 is het een van de UCI World Tour-teams. Vanaf 2017 had het in Colnago zijn fietssponsor.

## Ploegleiding
2005-2022

## Belangrijkste resultaten

### Grote rondes
In de Grote Rondes behaalde de Rus Pavel Tonkov in 1996 in het enige actieve jaar van Panaria-Vinavil de eindzege in de Giro. In de tweede periode van Lampre als sponsor werd zes keer het eindpodium gehaald, vijf keer in de Giro, een keer in de Tour. De Giro werd in 2001 en 2011 gewonnen door achtereenvolgens Gilberto Simoni en Michele Scarponi, Simoni werd ook nog derde in 2000 en tweede in 2005. De vijfde podiumplaats in de Giro werd in 2008 behaald door Marzio Bruseghin, hij werd dat jaar derde. In de Tour werd de podiumplaats behaald door de Litouwer Raimondas Rumšas in 2002 middels de derde plaats. 
Voor UAE Team Emirates behaalde de Sloveen Tadej Pogačar in 2019 de derde plaats in de Vuelta en in de Tour werd in 2020, 2021, 2024 en 2025 de eindzege behaald en in 2022 en 2023 de tweede plaats. De Spanjaard Juan Ayuso werd in 2022 derde in de Vuelta, de Portugees João Almeida in 2023 derde in de Giro en werd de Brit Adam Yates in 2023 achter zijn ploeggenoot derde in de Tour en de Mexicaan Isaac del Toro tweede in de Giro van 2025.
Als ploeg werd in 1993, 2003, 2021 en 2025 het ploegenklassement in de Giro gewonnen, in 2024 ook in de Tour en Vuelta.
| Jaar | Ronde van Italië                      | Ronde van Italië                                          | Ronde van Frankrijk                             | Ronde van Frankrijk                                | Ronde van Spanje                            | Ronde van Spanje                                             |
| Jaar | hoogste klassering                    | etappewinst                                               | hoogste klassering                              | etappewinst                                        | hoogste klassering                          | etappewinst                                                  |
| ---- | ------------------------------------- | --------------------------------------------------------- | ----------------------------------------------- | -------------------------------------------------- | ------------------------------------------- | ------------------------------------------------------------ |
| 1991 | 16e Gianluca Bortolami                |                                                           | geen deelname                                   | geen deelname                                      | geen deelname                               | geen deelname                                                |
| 1992 | 7e Pavel Tonkov                       |                                                           | geen deelname                                   | geen deelname                                      | geen deelname                               | geen deelname                                                |
| 1993 | 5e Pavel Tonkov Ploegenklassement     | 1B Maurizio Fondriest                                     | 73e Gianluca Bortolami Djamolidin Abdoezjaparov | 3e, 18e, 20 Djamolidin Abdoezjaparov               | 46e Zbigniew Spruch                         | 9e, 12e, 20 Djamolidin Abdoezjaparov 18e Serhi Oesjakov      |
| 1994 | 4e Pavel Tonkov                       | 9e, 11e, 17e Ján Svorada                                  | 6e Roberto Conti                                | 7e Ján Svorada 16e Roberto Conti                   | geen deelname                               | geen deelname                                                |
| 1995 | 6e Pavel Tonkov                       | 7e Maurizio Fondriest 12e Ján Svorada                     | 81e Davide Perona                               |                                                    | geen deelname                               | geen deelname                                                |
|      |                                       |                                                           |                                                 |                                                    |                                             |                                                              |
| 1996 | ↑ Pavel Tonkov                        | 13e Pavel Tonkov                                          | 36e Oscar Camenzind                             |                                                    | geen deelname                               | geen deelname                                                |
|      |                                       |                                                           |                                                 |                                                    |                                             |                                                              |
| 1999 | 11e Oscar Camenzind                   |                                                           | 50e Mariano Piccoli                             | 11e Ludo Dierckxsens                               | 22e Massimo Codol                           | 1e Robert Hunter                                             |
| 2000 | Gilberto Simoni                       | 3e Ján Svorada 14e Gilberto Simoni 21e Mariano Piccoli    | geen deelname                                   | geen deelname                                      | 22e Oscar Camenzind                         | 12e en 18e Mariano Piccoli 15e Gilberto Simoni               |
| 2001 | ↑ Gilberto Simoni                     | 20e Gilberto Simoni                                       | 52e Marco Pinotti                               | 20e Ján Svorada                                    | 36e Gilberto Simoni                         | 14e Juan Manuel Gárate 17e Robert Hunter 20e Gilberto Simoni |
| 2002 | 4e Juan Manuel Gárate                 | 17e Pavel Tonkov                                          | Raimondas Rumšas                                | 1e Rubens Bertogliati                              | 31e Simone Bertoletti                       |                                                              |
| 2003 | 6e Raimondas Rumšas Ploegenklassement |                                                           | Geen deelname                                   | Geen deelname                                      | 52e Francisco Vila                          |                                                              |
| 2004 | 7e Wladimir Belli                     |                                                           | Geen deelname                                   | Geen deelname                                      | 23e Juan Manuel Gárate                      |                                                              |
| 2005 | Gilberto Simoni                       |                                                           | 13e Eddy Mazzoleni                              |                                                    | 24e Sylwester Szmyd                         |                                                              |
| 2006 | 4e Damiano Cunego                     |                                                           | 11e Damiano Cunego                              |                                                    | 14e Sylwester Szmyd                         |                                                              |
| 2007 | 5e Damiano Cunego                     | 9e Danilo Napolitano 13e Marzio Bruseghin                 | 18e Tadej Valjavec                              | 17e en 20e Daniele Bennati                         | 25e Sylwester Szmyd Daniele Bennati         | 1e, 3e en 17e Daniele Bennati                                |
| 2008 | Marzio Bruseghin                      | 10e Marzio Bruseghin                                      | 25e Sylwester Szmyd                             |                                                    | 10e Marzio Bruseghin                        | 7e Alessandro Ballan                                         |
| 2009 | 7e Marzio Bruseghin                   |                                                           | 51e David Loosli                                |                                                    | 8e Paolo Tiralongo                          | 8e en 14e Damiano Cunego                                     |
| 2010 | 11e Damiano Cunego                    |                                                           | 26e Damiano Cunego Alessandro Petacchi          | 1e en 5e Alessandro Petacchi                       | 16e Andrey Kaschechkin                      | 7e Alessandro Petacchi                                       |
| 2011 | ↑ Michele Scarponi                    | 1e Alessandro Petacchi 17e Diego Ulissi                   | 6e Damiano Cunego                               |                                                    | 53e Przemyslaw Niemiec                      | 18e Francesco Gavazzi                                        |
| 2012 | 4e Michele Scarponi Ploegenklassement |                                                           | 24e Michele Scarponi                            |                                                    | 15e Przemyslaw Niemiec                      |                                                              |
| 2013 | 4e Michele Scarponi                   |                                                           | 21e Jose Serpa                                  |                                                    | 15e Michele Scarponi                        |                                                              |
| 2014 | 19e Damiano Cunego                    | 5e en 8e Diego Ulissi                                     | 17e Chris Horner                                |                                                    | 26e Przemyslaw Niemiec                      | 9e Winner Anacona 15e Przemyslaw Niemiec                     |
| 2015 | 40e Przemyslaw Niemiec                | 5e Jan Polanc 7e Diego Ulissi 13e en 17e Sacha Modolo     | 30e Ruben Plaza                                 | 16e Ruben Plaza                                    | 21e Nelson Oliveira                         | 13e Nelson Oliveira 20e Ruben Plaza                          |
| 2016 | 21e Diego Ulissi                      | 4e en 11e Diego Ulissi                                    | 8e Louis Meintjes                               |                                                    | 40e Louis Meintjes                          | 13e Valerio Conti                                            |
|      |                                       |                                                           |                                                 |                                                    |                                             |                                                              |
| 2017 | 11e Jan Polanc                        | 4e Jan Polanc                                             | 8e Louis Meintjes                               |                                                    | 12e Louis Meintjes                          | 7e Matej Mohorič                                             |
| 2018 | 24e Valerio Conti                     |                                                           | 8e Daniel Martin Daniel Martin                  | 6e Daniel Martin 21e Alexander Kristoff            | 23e Fabio Aru                               |                                                              |
| 2019 | 15e Jan Polanc                        | 3e Fernando Gaviria                                       | 14e Fabio Aru                                   |                                                    | ↑ Tadej Pogačar                             | 9e, 13e en 20e Tadej Pogačar                                 |
| 2020 | 15e Brandon McNulty                   | 2e en 13e Diego Ulissi                                    | ↑ Tadej Pogačar                                 | 1e Alexander Kristoff 9e, 15e en 20e Tadej Pogačar | 7e David de la Cruz                         | 15e Jasper Philipsen                                         |
| 2021 | 15e Davide Formolo                    | 4e Joe Dombrowski                                         | ↑ Tadej Pogačar                                 | 5e, 17e en 18e Tadej Pogačar                       | 7e David de la Cruz                         | 15e Rafał Majka                                              |
| 2022 | 37e Diego Ulissi                      | 20e Alessandro Covi                                       | ↑ Tadej Pogačar                                 | 6e, 7e en 17e Tadej Pogačar                        | ↑ Juan Ayuso · 5e João Almeida              | 5e Marc Soler                                                |
| 2023 | ↑ João Almeida                        | 11e Pascal Ackermann 15e Brandon McNulty 16e João Almeida | ↑ Tadej Pogačar · ↑ Adam Yates                  | 1e Adam Yates 6e en 20e Tadej Pogačar              | 4e Juan Ayuso                               | 12e Sebastián Molano                                         |
| 2024 | ↑ Tadej Pogačar                       | 2e, 7e, 8e, 15e, 16e en 20e Tadej Pogačar                 | ↑ Tadej Pogačar Ploegenklassement               | 4e, 14e, 15e, 19e, 20e en 21e Tadej Pogačar        | 9e Pavel Sivakov Jay Vine Ploegenklassement | 1e Brandon McNulty 9e Adam Yates 16e Marc Soler              |
| 2025 | ↑ Isaac del Toro · Ploegenklassement  | 7e Juan Ayuso 17e Isaac del Toro                          | ↑ Tadej Pogačar                                 | 4e, 7e, 12e en 13e Tadej Pogačar 15e Tim Wellens   |                                             |                                                              |